# Max Claessen
Max Claessen (* 1978 in Hannover) ist ein Theaterregisseur. Seine Stücke wurden u. a. am Theater Lübeck, am Thalia Theater Hamburg, am Schauspielhaus Hamburg, am Deutschen Theater Berlin und am Grand Theatre Luxembourg aufgeführt.

## Leben
Max Claessen studierte in Erlangen Theater- und Medienwissenschaften, Literatur- und Kunstgeschichte und schloss 2005 mit einer Magisterarbeit über den Inszenierungsstil Andreas Kriegenburgs ab. Eine seiner ersten Regiearbeiten am Experimentiertheater Erlangen, „Samurai“ von Dea Loher, wurde zu internationalen Festivals nach Bratislava (Istropolitana) und Belgrad (Fist) eingeladen.

## Inszenierungen
- 2000: Mutterliebe von August Strindberg
- 2001: Die Eisprinzessin von F.K. Waechter; Der Name (Szene II), Jon Fosse und Ganze Tage, ganze Nächte von Xavier Durringer (zusammen mit C. Just Dramatisierung und Inszenierung von sieben Geschichten von Anton Tschechow), Experimentiertheater Erlangen
- 2003: Samurai von Dea Loher, Experimentiertheater Erlangen (Einladungen zum 15. International Festival of Theatre Schools Istropolitana Project 2004 in Bratislava und 2005 zum FIST in Belgrad)
- 2005: Angst nach Motiven von Stephen King (Schreckgespenst) und Dea Loher (Die Schere), Experimentiertheater Erlangen
- 2006: Günter Messner. Eva Herrmann: Vom Rückzug,  Circe: Deutsche Zustände 2006, Remember. Krippenspiel, Thalia-Theater Hamburg; Alfredo Blasé. Aufzeichnungen nach Alfred Döblins Die Memoiren des Blasierten (zusammen mit Oliver Helf im Rahmen von „puzzelink_evidenz.elf“)
- 2007: Rum und Wodka von Conor McPherson; Kitchen von Vanessa Badham, Thalia-Theater Hamburg
- 2008: Die Bakchen. Ein Spiel nach Euripides und Raoul Schrott, Ein kurzer Film über die Lieb nach Krzysztof Kieślowskis gleichnamigen Film, Thalia-Theater Hamburg
- 2009: Der Mann in ihr von Claire Dowie, Deutsches Theater Göttingen; Zum Parteitag Bananen UA Oliver Kluck, Schauspiel Chemnitz;  I hired a Contractkille nach Aki Kaurismäkis gleichnamigen Film am Thalia-Theater Hamburg  (Stipendiat tt Talente 2009 in Berlin); Obama-Speech-Project, Dramaten in Stockholm
- 2010: Trust von Falk Richter, Theater im Bauturm Köln;  Die Wirtschaftswunderoperette von Max Claessen, Theaterhaus Jena; Man spielt nicht mit der Liebe von Alfred de Musset, Staatsschauspiel Cottbus
- 2011: Über die Verwendungsmöglichkeiten der Effizienzsteigerung des Volkswagenkonzerns in den letzten zwanzig Jahren als Vorbild für die Inszenierungspraxis am Repertoiretheater, zur Preisverleihung des Kulturkreises der deutschen . Wirtschaft von Oliver Kluck, Grillo-Theater Essen; Feuer mit mir (UA) von Oliver Kluck, Schauspiel Chemnitz;  Liturgie des Leidens oder warum Jungs nicht weinen. Ein Passionsspiel von Max Claessen, Theaterhaus Jena
- 2012: Der Vorname von Matthieu Delaporte und Alexandre de la Patelliere, JT Göttingen (Monica Bleibtreu – Publikumspreis bei den Privattheatertagen in Hamburg 2013); Der Kontrabass von Patrick Süskind, Schauspielhaus Hamburg;  Der Prozess nach Franz Kafka, Landestheater Schleswig Holstein; PeerGnytoMania.Egotrip nach Ibsen/Morgenstern, ein Projekt mit der Schule für Schauspiel Kiel
- 2013: Die Sintflut danach von Sarah Berthiaume, Staatstheater Saarbrücken;   Reigen von Arthur Schnitzler, Landestheater Schleswig Holstein; Clyde & Bonnie von Holger Schober, Theater Osnabrück; Ich denke an Yu (DSE) von Carole Frechette, Deutsches Theater Berlin
- 2014: X-Freunde von Felicia Zeller, Landestheater Schleswig-Holstein;  Atmen von Duncan Macmillan, Theater Erlangen; Fräulein Hallo und der Bauernkaiser (UA) nach Liao Yiwus Interviewband, Theater Münster
- 2015: Viel Gut Essen von Sibylle Berg, Theater Münster; Die fetten Jahre sind vorbei nach dem Film von Hans Weingartner, Theater Münster; Das Scheissleben meines Vaters, das Scheissleben meiner Mutter und meine eigene Scheissjugend, Oliver Kluck zur gleichnamigen Biographie von Andreas Altmann, Grand Théâtre de la Ville du Luxembourg.
- 2016: Pura Vida (UA) von Luc Spada, Théâtres de la Ville de Luxembourg; Ein Teil der Gans von Martin Heckmanns, Saarländisches Staatstheater Saarbrücken; Martinus Luther (UA) von John von Düffel, Theater Münster; Möglicherweise gab es einen Zwischenfall von Chris Thorpe, Kasemattentheater Luxembourg; Im Sitzen läuft es sich besser davon (UA) von Alois Hotschnig, Schauspielhaus Salzburg
- 2017: Tom auf dem Lande von Marc Michel Bouchard, Théâtres de la Ville de Luxembourg; Je suis Fassbindervon Falk Richter, Theater Münster;  Ich bin das Volk, Franz Xaver Kroetz  Landestheater Schwaben, Memmingen
- 2018: Versetzung von Thomas Melle, Théâtres de la Ville de Luxembourg ;your very own double crisis club von Sivan Ben Yishai, Kasemattentheater Luxemburg; „Die Netzwelt“ von Jennifer Haley, Pfalztheater Kaiserslautern
- 2019: Dogville nach Lars von Triers Film am Schauspielhaus Salzburg; Endspiel von Samuel Beckett am Theater Münster; Das große Heft von Agota Kristof am Landestheater Schwaben; Memmingen; „Anna Karenina“ von Armin Petras nach Leo Tolstoi am Theater Münster
- 2020: Szenen eine Ehe nach Ingmar Bergman, Landestheater Schwaben/Memmingen
- 2021: Der Geldkomplex[3] (UA) von Felicia Zeller nach Franziska zu Reventlows gleichnamigen Roman, Theater Münster; Frankenstein von Nick Dear am Landestheater Schwaben[4] Memmingen
- 2022: Sickster[5]  von Thomas Melle, Theater Lübeck[6]